# Portada/article octubre 19

## Casa Trinxet
La casa Trinxet era un edifici obra de Josep Puig i Cadafalch ubicat al carrer Còrsega 268 de Barcelona. Va ser construït entre 1902 i 1904 i enderrocat el març de 1967 enmig de fortes protestes del sector cultural i dels professionals de l'arquitectura, amb un gran ressò als mitjans de comunicació.
Es tractava d'una obra de transició del període modernista cap al racionalista de l'arquitecte Puig i Cadafalch amb una imatge clarament Sezession i influència d'Olbrich. Si bé l'estructura i distribució eren poc sofisticades i es basaven en el domus romà, l'activitat de l'equip d'artesans habitual de l'arquitecte (Homar, Arnau, Rigalt, Ballarin i Juyol) havia estat tan intensa i rica com la que es pot veure en altres obres contemporànies de l'autor com el palau del Baró de Quadras o la casa Amatller.